# Mirza Tahir Ahmad
Mirza Tahir Ahmad (ourdou : مرزا طاہر احمد, né le 18 décembre 1928 et mort le 19 avril 2003) est le quatrième calife (en) et dirigeant de l'ahmadisme (arabe : خليفة المسيح الرابع, khalīfatul masīh al-rābi). Il est élu le 10 juin 1982, un jour après la mort de son frère et prédécesseur Mirza Nasir Ahmad.
Après l'adoption de l'Ordinance XX (en) par le gouvernement du Pakistan en 1984, qui interdit aux musulmans ahmadis d'exprimer leur foi en public, Tahir Ahmad quitte le pays et émigre à Londres, Angleterre, déplaçant provisoirement le siège social de la communauté à la mosquée Fazl. Sous sa direction, on note une accélération du nombre de traductions ahmadiyyiennes du Coran (en), ainsi qu'une croissance internationale structurelle et financière du mouvement, notamment avec le lancement de la Muslim Television Ahmadiyya (en) en 1994.
Tahir Ahmad est également l'auteur de plusieurs livres, dont Some Distinctive Features of Islam, Christianity: A Journey from Facts to Fiction, Murder in the Name of Allah et sa magnum opus Revelation, Rationality, Knowledge & Truth (en).
Mirza Tahir Ahmad meurt à Londres le 19 avril 2003 d'une crise cardiaque. La prière funéraire, à laquelle environ 40 000 personnes participent, est prononcée le 23 avril 2003 par le nouveau calife, son neveu Mirza Masroor Ahmad,.

## Crédit d'auteurs
- (en) Cet article est partiellement ou en totalité issu de l’article de Wikipédia en anglais intitulé « Mirza Tahir Ahmad » (voir la liste des auteurs).